# Пасуш-де-Брандан
Пасуш-де-Брандан (порт. Paços de Brandão) — район (фрегезия) в Португалии, входит в округ Авейру. Является составной частью муниципалитета Санта-Мария-да-Фейра. Находится в составе крупной городской агломерации Большой Порту. По старому административному делению входил в провинцию Дору-Литорал. Входит в экономико-статистический субрегион Энтре-Доуру-и-Воуга, который входит в Северный регион. Население составляет 4590 человек. Занимает площадь 3,71 км².
Покровителем района считается С.-Сиприану (порт. S. Cipriano).